# Pioggiola
Pioggiola är en kommun i departementet Haute-Corse på ön Korsika i Frankrike. Kommunen ligger i kantonen Belgodère som tillhör arrondissementet Calvi. År 2022 hade Pioggiola 86 invånare.

## Befolkningsutveckling
Antalet invånare i kommunen Pioggiola
Referens:INSEE